# 안티 큐어
《안티 큐어》(영어: Anti Matter)는 2016년 9월 23일에 레인댄스 영화제에 상영한 영국의 영화이다.

## 줄거리
연구원 아나는 여러 전자기 파장이 전해질에 미치는 영향을 실험하던 중 우연히 물질이 사라지는 현상을 발견하고 친구들과 이를 연구하기로 한다. 아나는 친구들의 도움으로 순간 이동 연구에 박차를 가하고 무생물에서 생물로까지 실험 대상을 바꿔 성공적인 결과를 얻어낸다. 모든 것이 순조로운 듯 진행되었던 그때, 급한 결과를 내야 하는 위급한 상황이 찾아오고, 아나는 결국 위험한 결정을 내리는데...

## 캐스팅
주연
- 예이자 피게로아 : 애나 역
- 필리파 카슨 : 리브 역
- 톰 바버더피 : 네이트 역

조연
- 노아 맥스웰 클라크 : 스토빙턴 역
- 제임스 파라 : 제임스 더 라이터스 역